# Anafilatoksyna
Anafilatoksyny – fragmenty dopełniacza, które generowane podczas reakcji odpornościowej w dużych ilościach mogą wywołać wstrząs anafilaktyczny.
Znane są trzy anafilatoksyny: C4a, C3a i C5a (w kolejności rosnącej aktywności). Dwie pierwsze wykazują krótki czas połowicznego rozpadu, gdyż są unieszkodliwiane przez proteazy osoczowe, które odcinają od ich końców reszty argininy, tworząc odpowiednio C4a-desArg i C3a-desArg, nieaktywne biologicznie. C5a jest rozkładane wolniej i dlatego wykazuje dużą aktywność.
Działanie anafilatoksyn polega głównie na aktywacji leukocytów, głównie granulocytów obojętnochłonnych oraz wyzwalaniu znacznych ilości cytokin.